# 绒毛阴地蕨
阿里山蕨萁（学名：Botrychium lanuginosum），或绒毛阴地蕨，为瓶爾小草科陰地蕨屬下的一个种。

## 扩展阅读
- 維基物種上的相關：阿里山蕨萁